# Арпа льянера
Арфа льянера (исп. arpa llanera) — народная арфа, развившаяся в регионе Льянос из инструмента, привезённого испанцами из Европы в Латинскую Америку. Арфа льянера — один из основных инструментов в исполнении музыки жанра хоропо, она используется для аккомпанемента или самостоятельно.

## Конструкция
Конструкция арфы льянеры в целом соответствует конструкции парагвайской и европейской арфы[уточнить], имеет 32—33 струны. Строй диатонический, педали отсутствуют.

## Исполнители
Хосе Игнасио Фигередо, Хуан Висенте Торреальба, Эдмар Кастаньеда, Ильдо Ариель Агирре Даса, Эдуардо Бетанкур, и др.